# Locke – Nincs visszaút
A Locke – Nincs visszaút (eredeti cím: Locke) 2013-ban bemutatott amerikai-brit lélektani filmdráma, amelyet Steven Knight írt és rendezett. A főszerepet Tom Hardy alakítja, aki a film egyetlen látható szereplője. Olivia Colman, Ruth Wilson, Andrew Scott, Ben Daniels, Tom Holland és Bill Milner láthatatlan szereplőként kizárólag a hangját kölcsönözte a filmben.
Premierje a 70. Velencei Nemzetközi Filmfesztiválon volt, 2013. szeptember 2-án. A kritikusok pozitívan fogadták a filmet, kiemelve Hardy színészi teljesítményét.

## Cselekmény
Ivan Locke sikeres építési vezető. Van családja is, akikkel jó kapcsolatot ápol. A pályafutásában elért egy nagy pillanathoz, ha sikerrel jár, akkor szintet léphet. De ez egy nagy kihívás, folyamatosan telefonál és próbálja ledönteni a falakat, amik előtte tornyosulnak. Ezenkívül a magánéletében is nagy dolgok történnek, amiknek köszönhetően lehet, hogy holnaptól egy másik ember válik belőle. De ő tántoríthatatlanul veti bele magát a kihívásokba, csak egy dolog lebeg a szeme előtt: Megfelelni a kihívásoknak.

## Szereplők
| Színész       | Szerep              | Magyar hang     |
| ------------- | ------------------- | --------------- |
| Tom Hardy     | Ivan Locke          | Szabó Máté      |
| Olivia Colman | Bethan (csak hang)  | Orosz Anna      |
| Ruth Wilson   | Katrina (csak hang) | Bálizs Anett    |
| Andrew Scott  | Donal (csak hang)   | Bartucz Attila  |
| Ben Daniels   | Gareth (csak hang)  | Várkonyi András |
| Danny Webb    | Cassidy (csak hang) | Barbinek Péter  |
| Bill Milner   | Sean (csak hang)    | Berkes Bence    |
| Tom Holland   | Eddie (csak hang)   | Boldog Gábor    |

## Fordítás
- Ez a szócikk részben vagy egészben  a   Locke (film) című angol Wikipédia-szócikk fordításán alapul.  Az eredeti cikk szerkesztőit annak laptörténete sorolja fel. Ez a jelzés csupán a megfogalmazás eredetét és a szerzői jogokat jelzi, nem szolgál a cikkben szereplő információk forrásmegjelöléseként.